# Pleuroxia hinsbyi
Pleuroxia hinsbyi é uma espécie de gastrópode  da família Camaenidae.
É endémica da Austrália.